# Hiéroglyphe égyptien O29

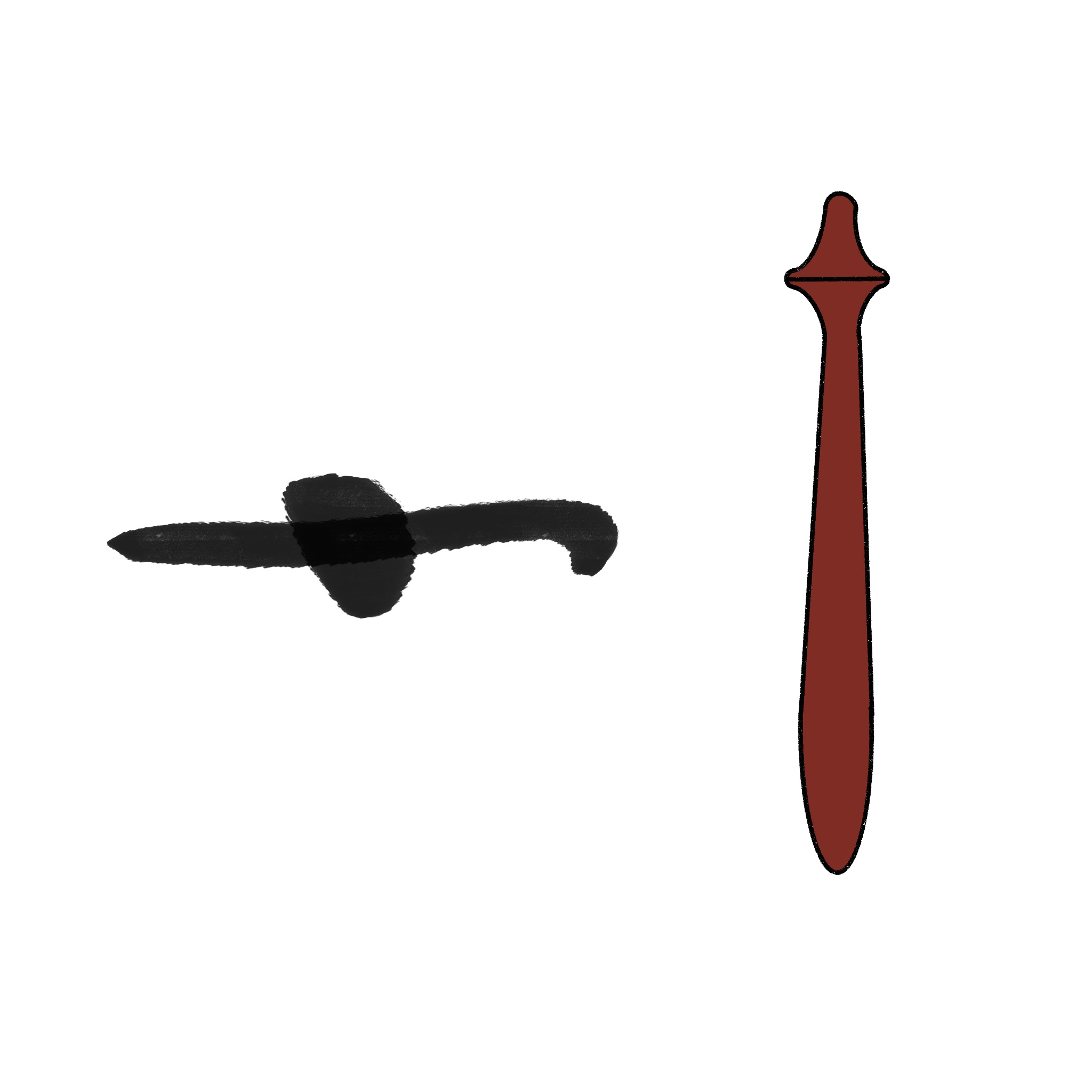
Version hiératique et hiéroglyphique

La colonne en bois, en hiéroglyphes égyptiens, est classifiée dans la section O « Bâtiments, parties de bâtiments etc. » de la liste de Gardiner ; cet hiéroglyphe y est noté O29.

## Représentation
Il représente une petite colonne en bois servant à soutenir un dais, d'où sa signification de grandeur et d'importance. Originellement vertical (O29V), il est fréquemment horizontal (O29) pour des raisons graphiques. Il est translittéré ˁȝ.

## Utilisation
| O29V | / | aA · a | M3 |

| O29V | / | aA · a | M3 |

d'où découle sa fonction en tant que phonogramme bilitère de valeur ˁȝ.
| O29 | et | O29 · a |

| O29 | et | O29 · a |

| O29 · a | A |

| O29 · a | A |

## Exemples de mots
| O29 · a | A | Y1V |

| O29 · a | A | Y1V |

| O29 · a | A | N31 |

| O29 · a | A | N31 |

| O29 · a | wA | A | A24 |

| O29 · a | wA | A | A24 |